# Erik Enge
Pour les articles homonymes, voir Enge.
Erik Mathiassen Enge, né le 3 mars 1852 et décédé le 26 octobre 1933 à Østre Gausdal est un agriculteur et homme politique norvégien, parlementaire, ancien ministre et président de parti.

## Biographie
Erik Enge est membre du Storting pour le Comté d'Oppland sur trois périodes : 
- 1896–1906 et 1910–1912 : il représente alors la gauche (Parti libéral de gauche).
- 1928–1930 : il représente le centre (Bondepartiet).

Il est Ministre de l'Agriculture dans le Gouvernement Bratlie de 1912 à 1913. 
En 1920, il entre au Bondepartiet dont il devient président de 1927 à 1930.